# 王亚澄
王亚澄（？—944年），祖籍光州固始（今河南省固始县），五代十国時期人物，閩國景宗王曦和李皇后的儿子。
941年四月，王曦任用王亚澄为同平章事，判六军诸卫，封琅琊王。数月后，迁威武军节度使兼中书令，改封号为长乐王。942年三月，闽主王曦立长乐王王亚澄为闽王。944年，李皇后妒忌尚贤妃受到王曦的宠爱，想要谋杀王曦而立她的儿子王亚澄为帝，三月十三，朱文进、连重遇指使拱宸马步使钱达杀死王曦，朱文进背叛了李皇后，没有拥立王亚澄，朱文进自立为帝。王氏家族在福州的全部杀光。